# Eucolobodes
Eucolobodes är ett släkte av skalbaggar. Eucolobodes ingår i familjen vivlar.
Kladogram enligt Catalogue of Life:
| Eucolobodes | \| \| Eucolobodes horribilis \| \| \| \| |
|             | \| \| Eucolobodes horribilis \| \| \| \| |
|             | Eucolobodes horribilis                   |
|             |                                          |